# Włostowice (Buczyna)
Włostowice – część wsi Buczyna w Polsce, położona w województwie małopolskim, w powiecie bocheńskim, w gminie Bochnia.
W latach 1975–1998 miejscowość administracyjnie należała do województwa tarnowskiego.